# Omaloplia iris
Omaloplia iris är en skalbaggsart som beskrevs av Edmund Reitter 1887. Omaloplia iris ingår i släktet Omaloplia och familjen Melolonthidae. Inga underarter finns listade i Catalogue of Life.